# Morannes
Morannes korábbi község Franciaország Loire mente régiójában, Maine-et-Loire megyében. Lakosainak száma 1800 fő (2013).
2016. január 1-jén Chemiré-sur-Sarthe községgel egyesülve előbb Morannes-sur-Sarthe község része lett, majd az utóbbi 2017. január 1-jén Morannes sur Sarthe-Daumeray új község része lett.

## Népesség
A település népességének változása:
| Lakosok száma | 1694 | 1729 | 1610 | 1577 | 1534 | 1599 | 1704 | 1800 |
|               | 1962 | 1968 | 1975 | 1982 | 1990 | 1999 | 2008 | 2013 |